# Municipio de Ajmeta
El municipio de Ajmeta (georgiano: ახმეტის მუნიციპალიტეტი - Axmeṫis municiṗaliṫeṫi) es un municipio georgiano perteneciente a la región de Kajetia. Se ubica en la región histórica de Tusheti y su capital es Ajmeta.
En 2002 tenía una población de 41 641 habitantes, de los cuales el 75.02% eran kartvelianos, el 16,64% kists y el 2,71% osetios. En 2014 bajó la población a 31 461 habitantes. de los cuales el 78.99% eran kartvelianos, el 17.39% kists y el 2.21% osetios.
Limita al este con la República de Daguestán y el municipio de Telavi, al sur con los municipios de Sagarejo y Telavi, al oeste con Dusheti y Tianeti y al norte con Chechenia.

## Historia
Ajmeta fue en 1659 el centro de la llamada rebelión Bakhtrioni contra el Imperio safávida. Uno de sus líderes fue Bidzina Cholokashvili, nativo de Ajmeta, quien fue santificado por la Iglesia Ortodoxa de Georgia.
En 1924 una nueva rebelión se extendió desde Ajmeta, esta vez contra el dominio de la Unión Soviética, liderada por Qaquca Cholokashvili, descendiente del líder de la revolución contra los persas.

## Subdivisiones
La única población importante es la villa de Ajmeta, de 7105 habitantes en 2014. El resto de la población se reparte en las siguientes unidades administrativas rurales:
| Comunidad        | Pueblos | Habitantes (2014) |
| ---------------- | ------- | ----------------- |
| Ajmeta           | 2*      | 6                 |
| Chalazani        | 5       | 1492              |
| Dschoqolo        | 3       | 1405              |
| Duissi           | 2       | 2690              |
| Kasriszqali      | 1       | 214               |
| Kistauri         | 9**     | 2706              |
| Kwemo Alwani     | 2       | 2626              |
| Maghraani        | 3       | 921               |
| Matani           | 1       | 4451              |
| Oschio           | 3       | 1236              |
| Sakobiano        | 7       | 1175              |
| Schachwetila     | 8**     | 181               |
| Semo Alwani      | 2       | 3351              |
| Semo Chodascheni | 7       | 1855              |
| Omalo            | 52***   | 47                |

* Incluye un despoblado.
** Incluyen cada uno dos despoblados.
*** Incluye 46 despoblados.

## Cultura
La composición étnica es diversa. A los pueblos Qisti y Ossi, se suma gran número de inmigrantes de las zonas montañosas de Georgia (Tusheti, Pshavi, Khevsureti y Racha).
En su territorio se encuentra Zemo-Alvani, hogar del pueblo batsbi. También se encuentra el valle del Pankisi, habitado por los kists, relacionados con los chechenos.

## Economía
Los principales recursos de la región son la agricultura, la ganadería (ovejas), la vitivinicultura y la explotación forestal. Como producto industrializado destaca también la producción de conservas de frutas y verduras. Existen algunos depósitos de petróleo en Vedzebi y canteras de mármol en los valles de los ríos Alazani e Ilto. También posee sitios con aguas consideradas de valor medicinal (Torghva, Khevischala, Bakana).

## Patrimonio
Entre los cerca de 2500 monumentos históricos oficialmente reconocidos se encuentran la catedral de Alaverdi (siglo XI), la fortaleza Kvetara (siglo X), la fortaleza Torghva Pankeli (siglo IX) y la iglesia de Matani Ckhrakara (siglo IV).
- Ageurta
- Bakhtrioni
- Chontio
- Dartlo
- Iglesia de Kvetera
- Iglesia de Dartlo
- Kumelaurta
- Monasterio de Alaverdí
- Monasterio de Matani